# 天女橋
天女橋（てんにょばし）は、沖縄県那覇市の首里城公園北側の円鑑池に架かる石造アーチ橋。国の重要文化財に指定され、日本百名橋の1つである。観蓮橋とも呼ばれる。

## 概要
円鑑池の中島にある弁財天堂へ渡る橋で、1502年（尚真王26年）に造られた、日本に現存する最古の石造アーチ橋である。
沖縄の古いアーチ橋は、アーチを構成する石が4つまでと少なく、要石（キーストーン）と言える部分が存在しない。これは城（グスク）の門の石積みアーチ技術を使ったものとみられる。天女橋の東側には、国の重要文化財に指定された放生橋（円覚寺）がある。

## 歴史
1451年（尚金福王2年）に造られた長虹堤を最初に、多くの石造アーチ橋が造られたが、第二次世界大戦によって、その多くが失われた。
朝鮮から贈られた『方冊蔵経』（高麗版大蔵経）を納めるため、1502年（尚真王26年）、円鑑池の中島に経堂が造られ、同時に石橋（かつては観蓮橋と呼ばれた）が造られた。1609年に薩摩藩によって経堂は破壊され、1621年に弁財天を祀る堂として新たに建てられると、橋は天女橋と呼ばれるようになる。1643年に第二次世界大戦で弁財天堂と橋の高欄を失うが、弁財天堂は1968年、高欄は翌年に復元されている。
1972年5月、国の重要文化財（建造物）に指定された。